# Линовець
Линовець — озеро у Шацькому районі Волинської області України.
Озеро розташоване безпосередньо в с. Світязь на південь від озера Світязь, з яким з'єднане канавами. Площа водного дзеркала озера 9,5 га, довжина — 450 м, ширина — 325 м, максимальна глибина — 3,7 м, середня — 1,0 м, об'єм води в озері — 95,7 тис.м³.
Живлення озера відбувається за рахунок атмосферних опадів та поверхневого стоку. Берегова лінія зливається з оточуючими болотними масивами. Донні відклади представлені мулами, в яких відмічається високий вміст органічних речовин, тому їх відносять до сапропелей. Товщина мулу в озері сягає до 10м — озеро знаходиться в гіперевтрофному стані (заростаюча фаза озера). Цьому сприяє дуже сильний антропогенний прес на водойму — це і стоки з сільськогосподарських полів, розорення водоохоронних зон, зниження рівня водойми через осушувальну меліорацію.
В останні роки спостерігається інтенсивний розвиток фітопланктону в озері (діатомові, хлорококкові та синьозелені водорості), так і вищої водної рослинності (очерет звмчайний, рогіз вузьколистий, хвощ прирічковий, частуха подорожникова, комиш озерний, глечики жовті, рдести, тілоріз, елодея канадська, хара). Рослинність затягує озерне плесо, зменшуючи його площу, при цьому збільшуючи заболочення берегів.
Маючи незначні глибини, озеро добре прогрівається, створюючи тим самим хорошу кормову базу для рибного населення озера. Тут зустрічаються типові представники риб малих озер: карась, лин, в'юн, щука, плотва тощо. Очевидно, від лина і одержало свою назву озеро — Линовець. Через малу глибину взимку озеро майже до дна промерзає, що спричиняє задуху риби.
З водоплавних птахів на озері можна часто побачити лебедів, лисок, крижнів. В період весняно-осінніх міграцій на озері зустрічаються мартини — звичайний і сизий, сіра чапля, гуси. На гніздуванні птахів мало, в зв'язку з близькістю села Світязь, що є важливим фактором турбування птахів.
Озеро Линовець не є популярним в плані рекреації серед місцевих жителів (через близькість озера Світязь), але є сильним водорегулюючим фактором регіону.